# 1899 (numero)
Milleottocentonovantanove (1899) è il numero naturale dopo il 1898 e prima del 1900.

## Proprietà matematiche
- È un numero dispari.
- È un numero composto da 6 divisori: 1, 3, 9, 211, 633, 1899. Poiché la somma dei suoi divisori (escluso il numero stesso) è 857 < 1899, è un numero difettivo.
- È un numero palindromo nel sistema posizionale a base 8 (3553) e in quello a base 14 (999).
- È un numero a cifra ripetuta nel sistema posizionale a base 14.
- È un numero fortunato.
- È un numero nontotiente in quanto dispari e diverso da 1.
- È un numero malvagio.
- È parte delle terne pitagoriche (1899, 2532, 3165), (1899, 8440, 8651), (1899, 22220, 22301), (1899, 66768, 66795), (1899, 200340, 200349), (1899, 601032, 601035) , (1899, 1803100, 1803101).

## Astronomia
- 1899 Crommelin è un asteroide della fascia principale del sistema solare.

## Astronautica
- Cosmos 1899 è un satellite artificiale russo.